# Masivul Somleu
Masivul Somleu (sau Dealurile Betfiei), reprezintă un masiv de tip muntos din nor-vestul Munților Apuseni, fiind locul de trecere între Munții Pădurea Craiului și Dealurile de Vest (Gepisului). Altitudinea maximă este reprezentată de Vf. Cremenarului (364 m). Locul deține un important potențial turistic, fiind situat la 4 km de stațiunea Băile Felix, și la 16 km de municipiul Oradea. 